# イスラエル (民族)

古代イスラエル12支族の領域

イスラエル（イスラーエール、ヘブライ語: ישראל）とは、古代のヘブライ人(聖書ではアブラハム・イサク・ヤコブ)を先祖とし、主としてセム系の言語を用いる民族。

## 概要
メソポタミア(聖書ではアブラハムの故郷はカルデアのウル)の東方から渡来し、牧畜生活をしながら川に沿って北上・南下し、カナン(パレスチナ)に移住した後、エジプトに移住して奴隷となり、エジプトから脱出した後(移住と脱出は全部族の行動であったかは謎)再びカナンに入り、統一イスラエル王国を建てた後、南のユダ王国と北のイスラエル王国に分裂し、バビロン捕囚と呼ばれるアッシリア・バビロニアによる国民の連行を経験し、離散の地で「ユダヤ教」の基礎を確立し、バビロニアに変わった支配者ペルシアの許しによりパレスチナへ帰還した。
旧約聖書には、この民族の祖先ヤコブが神と格闘し、「神の勝者」という名を与えられたと記述されている。これは、実際にはセム系部族であるヤコブ族がイスラエルと名前を変えたか、派生したことを示していると考えられる。また、イスラエルの共同体はエジプトを脱出するときにアブラハム族、イサク族、ヤコブ族という部族からなっており、それぞれの神を持っていたが、神をヤハウェに統一したなど様々な説がある。
聖書ではヤコブの子孫が12に分かれたことが記載されており、ヤコブの子ユダが、部族名となり、後述の国名となって、地方名となり(地名が先にあったという説がある)、現在のユダヤ人の祖先となったと考えられるのであるが、ユダヤ人は民族性と同時に宗教性の強い集団である。また、イスラエル人はこの歴史の荒波の過程で多くの子孫が他民族に同化されていると考えられ、イスラエルの失われた10支族など様々な憶測を呼んだが、北イスラエル王国が滅びるときには多くの住民がユダ地方に難民として逃れてきており、それほどの離散はなかったという説もある。
この民族の特徴としては、
1. 離散するたびの、幾度ものパレスチナへの帰還
2. 絶対的正義、絶対的唯一・抽象的な神を創出したこと(ヤハヴェ信仰)
3. 国家の滅亡後もユダヤ教によって統一性(民族性)を失わなかったこと

などである。
ユダヤ人は、ドイツなどでは「イスラエル人」、ロシアでは「ヘブライ人」という言い方をされる。
詳細はヘブライ人・古代イスラエル参照。

## 古代イスラエル12支族

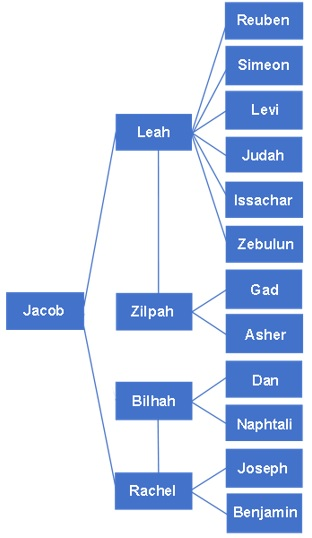
12支族の系譜

旧約聖書申命記27章等によれば、モーゼは12の支族に命じてイスラエルの民に既存の偶像を廃棄させ、ユダヤ教を広めて十分の一税を課した。紀元1世紀のユダヤ戦争でローマ帝国に敗戦して離散した（ディアスポラ）。
12支族とその祖
- ルベン族（英語版） - ルベン
- シメオン族（英語版） - シメオン
- レビ族（英語版） - レビ
- ユダ族（英語版） - イスラエルの子ユダ
- イッサカル族（英語版） - イッサカル
- ゼブルン族（英語版） - ゼブルン
- ダン族（英語版） - ダン
- ナフタリ族（英語版） - ナフタリ
- ガド族（英語版） - ガド
- アシェル族（英語版） - アシェル
- ベニヤミン族（英語版） - ベニヤミン
- ヨセフ族（英語版） - ヨセフ
- エフライム族（英語版）　- エフライム
- マナセ族（英語版） - マナセ